# 카네기 도서관

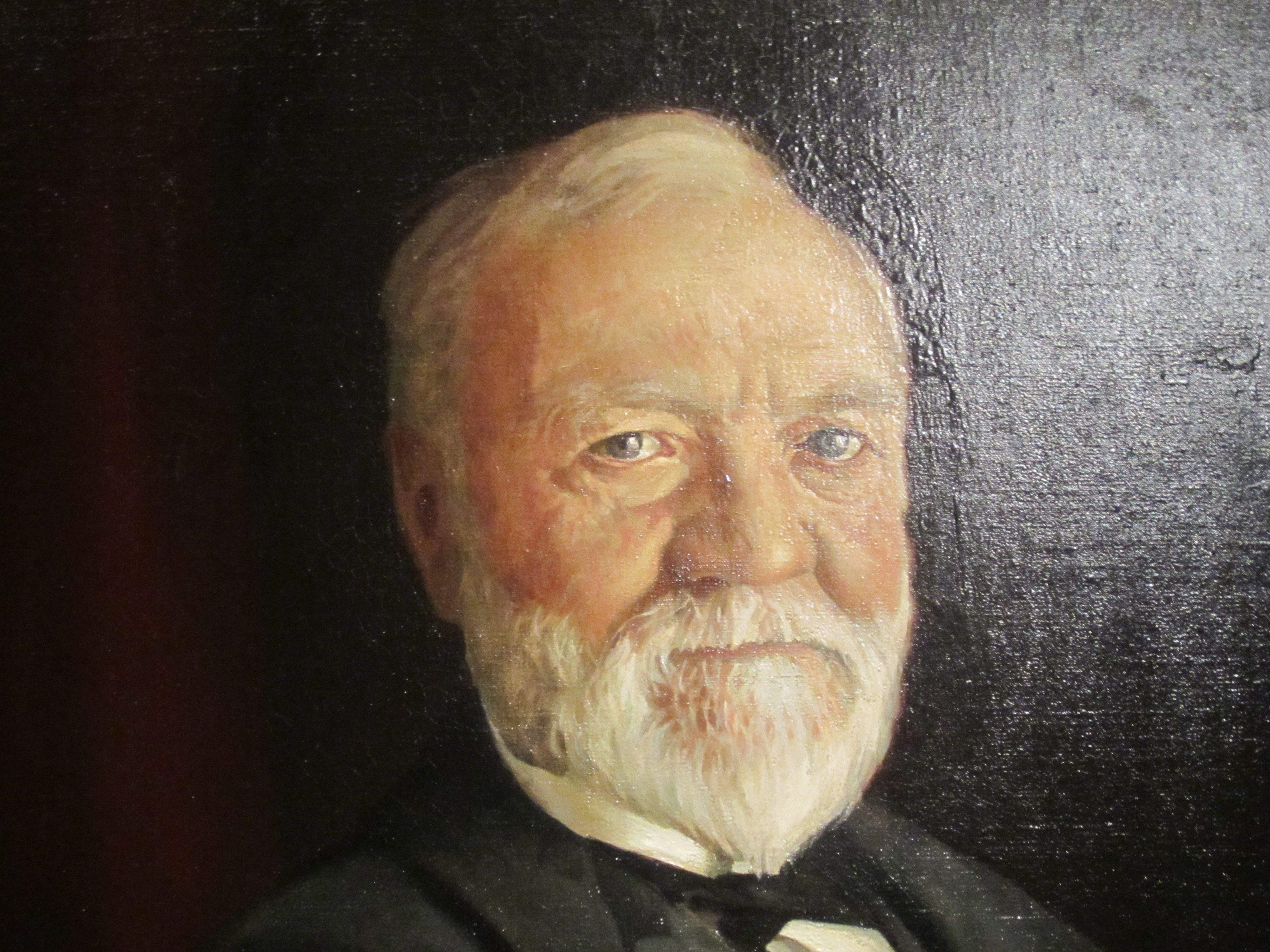
앤드루 카네기, c. 1905, 국립 초상화 미술관

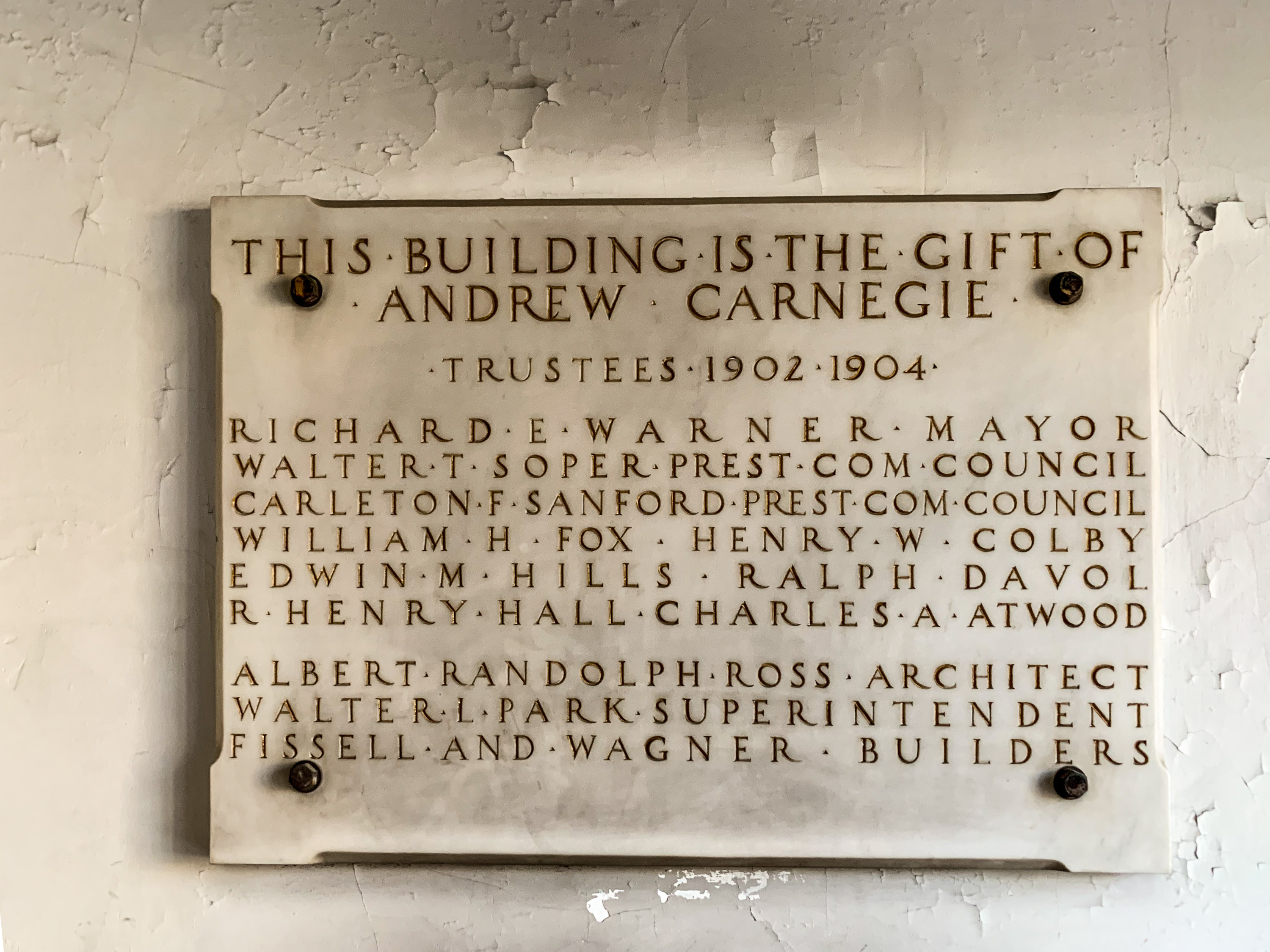
매사추세츠주 톤턴 공공도서관의 명판

카네기 도서관(Carnegie library)은 스코틀랜드계 미국인 사업가이자 자선가인 앤드루 카네기가 기부한 돈으로 지어진 도서관이다. 1883년부터 1929년 사이에 총 2,509개의 카네기 도서관이 지어졌으며, 이 중 일부는 공공 도서관 및 대학 도서관 시스템에 속했다. 미국에 1,689개, 영국과 아일랜드에 660개, 캐나다에 125개, 그리고 그 외 오스트레일리아, 남아프리카 공화국, 뉴질랜드, 세르비아, 벨기에, 프랑스, 카리브해, 모리셔스, 말레이시아, 피지에 25개가 지어졌다.
처음에는 카네기 도서관이 카네기 본인과 개인적인 연관이 있는 곳, 즉 스코틀랜드에 있는 그의 고향과 그가 이주하여 살던 펜실베이니아 피츠버그 지역에 거의 독점적으로 지어졌다. 그러나 1899년 중반부터 카네기는 이 지역 외의 도서관에 대한 자금 지원을 상당히 늘렸다. 카네기의 도서관 자금 지원이 진행되면서 그의 운영 및 유지 관리 조건에 동의한 보조금 요청 도시 중 거절된 곳은 거의 없었다. 마지막 보조금이 지급될 무렵, 미국에는 3,500개의 도서관이 있었고, 그 중 거의 절반이 카네기 도서관이었다.

## 역사

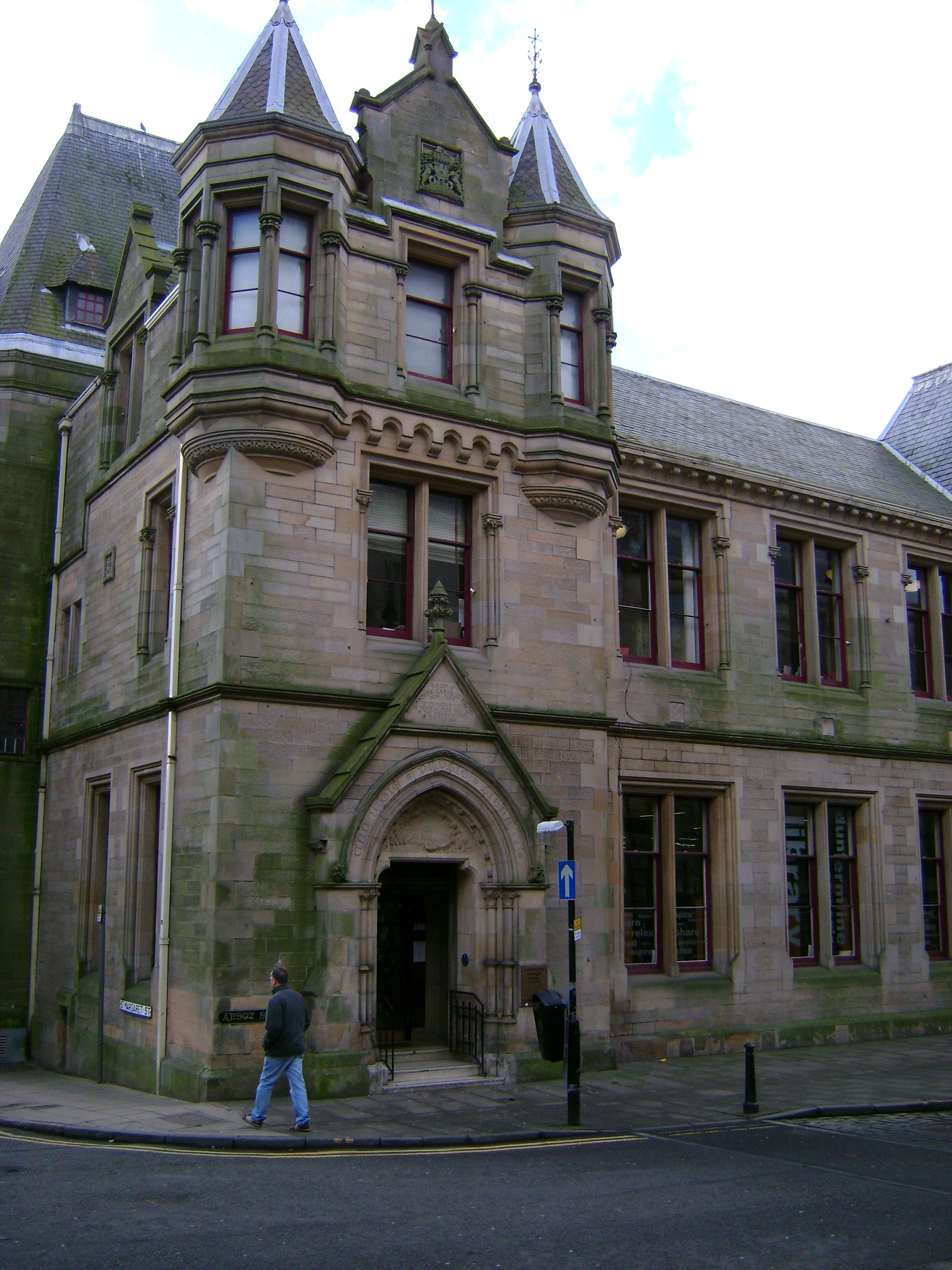
스코틀랜드 던펌린에 있는 최초의 카네기 도서관

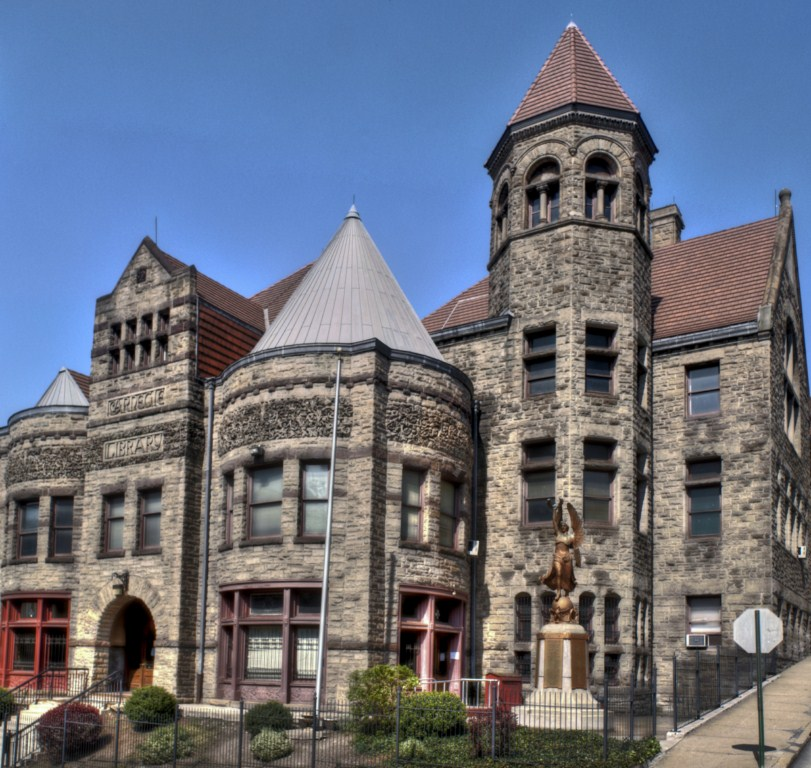
펜실베이니아 브래독에 1888년에 지어진 브래독 카네기 무료 도서관은 미국에서 처음으로 개관(1889년)했으며 완전히 기부된 네 곳 중 첫 번째 도서관이었다.

카네기는 자신과 개인적인 관계가 있는 곳에 도서관을 짓기 시작했다. 카네기 공공 도서관 중 첫 번째는 그의 고향인 스코틀랜드 던펌린에 있는 던펌린 카네기 도서관이었다. 이 도서관은 1880년에 카네기가 제임스 캠벨 워커에게 처음 위임하거나 보조금을 지급했으며 1883년에 문을 열었다.
미국에서 카네기에 의해 처음 위임된 도서관은 1886년 그의 이주 도시인 앨러게니 (현재 피츠버그의 노스사이드)에 있었다. 1890년에 이 도서관은 미국에서 그의 도서관 중 두 번째로 개관했다. 이 건물에는 세계 최초의 카네기 음악당도 포함되어 있었다.
미국에서 처음 문을 연 카네기 도서관은 피츠버그에서 머논가힐라강을 따라 약 9마일 떨어진 펜실베이니아주 브래독에 있었다. 1889년에는 카네기 철강 회사의 제철소 중 하나가 위치한 곳이기도 했다. 이 도서관은 1887년에 위임된 미국 내 두 번째 카네기 도서관이었으며, 카네기가 완전히 기부한 네 개의 도서관 중 첫 번째였다. 1893년 증축을 통해 건물의 크기가 두 배가 되었고 미국 내 세 번째 카네기 음악당이 포함되었다.

미국에서 카네기가 위임한 첫 13개 도서관 중 9개는 모두 펜실베이니아 남서부에 위치해 있다. 브래독, 홈스테드, 듀케인 도서관은 지방 자치 단체가 아닌 카네기 철강 소유였으며, 카네기 철강이 건설하고 유지 보수하며 난방 시스템용 석탄을 공급했다.
"오늘날까지 카네기의 무료 공공 도서관은 피츠버그의 가장 중요한 문화 수출품으로 남아 있으며, 수백만 명의 마음과 삶을 형성한 선물입니다."— 건축 평론가 패트리샤 로리

1897년, 카네기는 제임스 버트럼을 자신의 개인 비서로 고용했다. 버트럼은 지방 자치 단체로부터 자금 요청을 처리하고 도서관 보조금 지급을 감독하는 책임이 있었다. 버트럼이 도서관 요청 서한을 받으면 신청자에게 해당 도시의 인구, 다른 도서관 유무, 도서 소장 규모, 도서 대출량 등을 묻는 설문지를 보냈다. 초기 요구 사항이 충족되면 버트럼은 해당 도시가 도서관의 연간 유지 보수를 위해 얼마를 약정할 의향이 있는지, 부지는 제공되는지, 이미 사용 가능한 자금은 얼마인지 등을 물었다.
1898년까지 펜실베이니아 남서부 외부에서 위임된 도서관은 1892년에 위임된 페어필드의 도서관 단 한 곳뿐이었다. 이곳은 카네기가 개인적인 연고가 없는 도서관에 자금을 지원한 첫 프로젝트였다. 페어필드 프로젝트는 카네기(버트럼을 통해)가 수천 개의 추가 도서관에 사용할 새로운 자금 지원 모델의 일부였다.

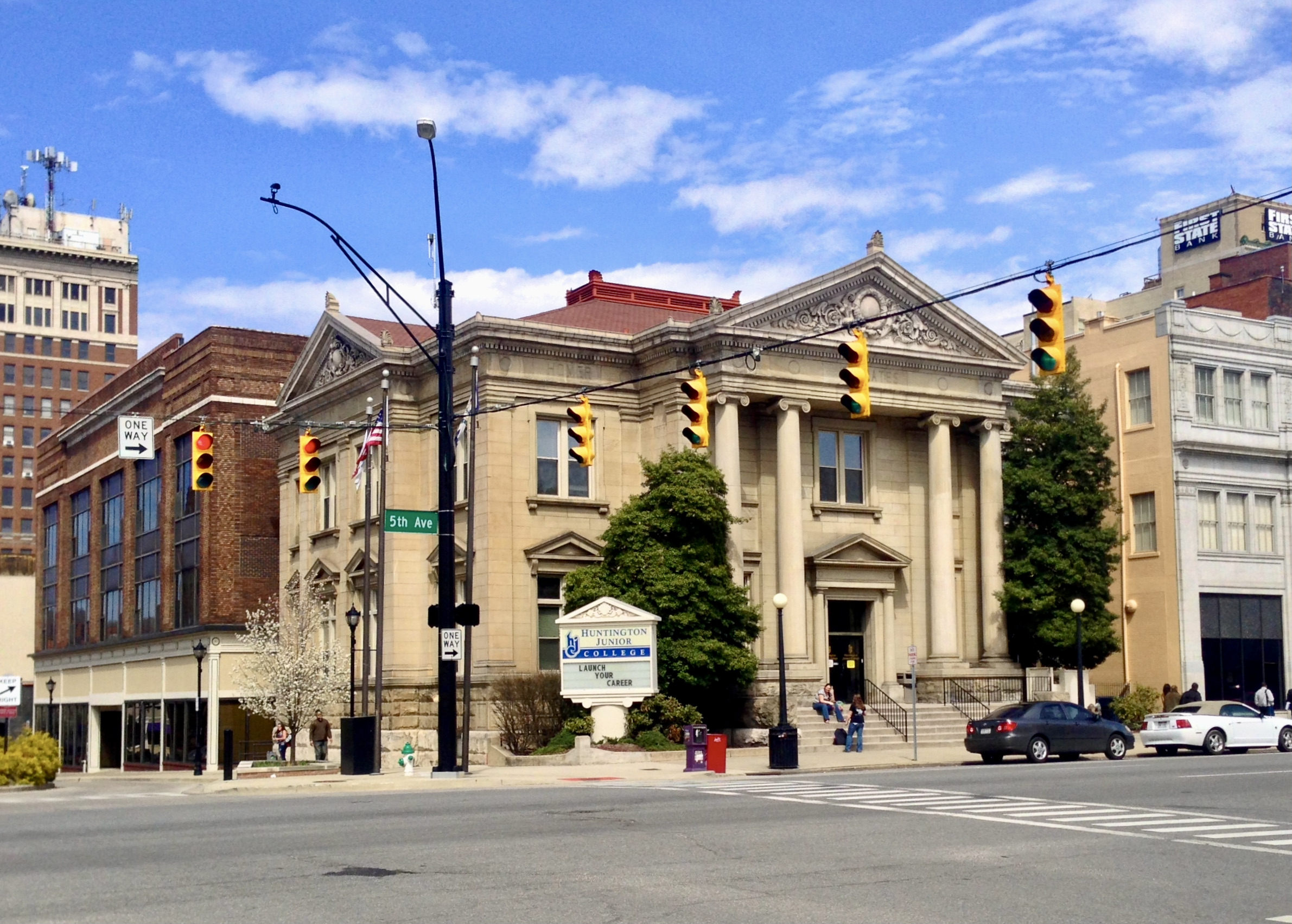
1902년에 지어진 카네기 공공 도서관, 웨스트버지니아주 헌팅턴에 위치

1899년부터 카네기 재단은 도서관 수의 극적인 증가에 자금을 지원했다. 이는 남북 전쟁 후 여성 클럽의 부흥과 일치했다. 이들은 주로 지역 사회 내에서 운영 및 소장 자료를 지원하기 위한 장기적인 기금 모금 및 로비를 포함하여 도서관을 설립하기 위한 지역적 노력을 주도했다. 그들은 전국 각 지역사회에서 도서관 설립의 75~80%를 주도했다.
카네기는 "근면하고 야심 찬 자들에게, 모든 것을 해주어야 하는 자들이 아니라 스스로를 돕고자 가장 열망하고 능력이 있어 타인의 도움을 받을 자격이 있고 그 도움으로 이득을 얻을 자들에게" 베풀어야 한다고 믿었다. 인종 분리 정책 하에서 미국 남부의 흑인들은 일반적으로 공공 도서관에 대한 접근이 거부되었다. 카네기는 자신의 도서관이 인종 통합되도록 주장하는 대신, 남부의 아프리카계 미국인을 위한 별도의 도서관에 자금을 지원했다. 예를 들어, 휴스턴에서는 별도의 유색인종 카네기 도서관에 자금을 지원했다. 서배너의 카네기 도서관은 1914년에 인종 분리된 백인 공공 도서관에서 배제되었던 흑인 주민들을 위해 문을 열었다. 서배너 유색인종 도서관 협회는 자체적으로 기금을 모으고 책을 수집하여 작은 유색인종 시민을 위한 도서관을 설립했다. 도서관 지원 의지를 보여준 이 단체는 카네기에게 기금을 요청하여 받았다. 미국 대법원 대법관 클래런스 토머스는 2008년 회고록에서 공공 도서관 시스템이 인종 차별을 철폐하기 전에 소년 시절에 그 도서관을 자주 이용했다고 썼다.
도서관 건물은 공공 건물의 외관을 돋보이게 하기 위해 보자르, 이탈리아 르네상스, 바로크, 고전주의 부흥, 스페인 식민지 등 다양한 양식으로 건축되었다. 스코틀랜드 남작 양식은 카네기의 고향 스코틀랜드의 도서관에 사용된 양식 중 하나였다. 각 양식은 지역 사회에서 선택되었다. 시간이 지남에 따라 카네기의 비서인 제임스 버트럼은 자신의 취향에 맞지 않는 디자인을 승인하는 데 점점 더 관대하지 않게 되었다. 버트럼이 자주 추천했던 친구인 에드워드 리핀콧 틸턴이 많은 건물을 설계했다.
건축 양식은 일반적으로 단순하고 격식 있었으며, 눈에 띄는 출입구를 통해 방문객을 맞이했고, 거의 항상 지면에서 계단을 통해 접근할 수 있었다. 입구 계단은 배움을 통한 사람의 향상을 상징했다. 마찬가지로 대부분의 도서관은 입구 근처에 가로등이나 등불을 설치했는데, 이는 계몽의 상징으로 여겨졌다.
카네기의 보조금은 그 시대에 매우 큰 금액이었고, 그의 도서관 자선 사업은 가치 면에서 역사상 가장 비싼 자선 활동 중 하나였다. 카네기는 1919년 사망 직전까지 새로운 도서관에 자금을 지원했다. 도서관은 그레이트브리튼섬과 영어를 사용하는 세계의 많은 지역의 도시와 마을에 기증되었다. 전 세계 2,509개 도서관 건설에 거의 5,620만 달러가 사용되었다. 그 중 4천만 달러는 1,412개 미국 지역 사회에 1,670개 공공 도서관 건물 건설에 기부되었다. 소도시들은 1만 달러의 보조금을 받아 즉시 수백 개 지역 사회에서 가장 중요한 도시 편의 시설 중 하나가 되는 대규모 도서관을 건설할 수 있었다.

## 배경

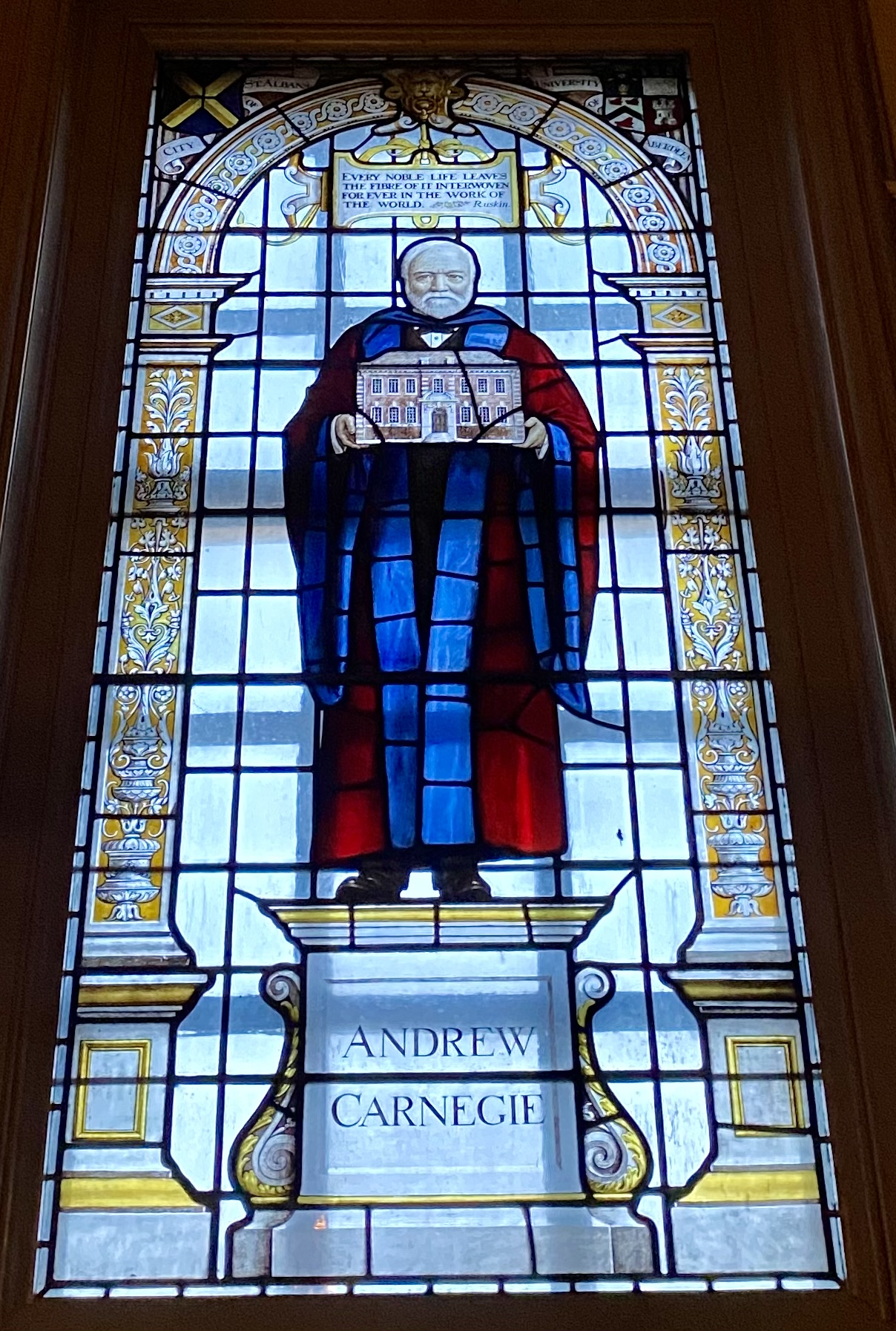
세인트올번스, 허트포드셔, 빅토리아 스트리트의 옛 카네기 도서관에 있는 앤드루 카네기의 스테인드글라스 창문

책과 도서관은 카네기에게 스코틀랜드에서의 어린 시절과 앨러게니 및 피츠버그에서의 십대 시절부터 중요했다. 그는 아버지가 설립을 도왔던 Tradesman's Subscription Library의 책들을 읽고 토론하는 것을 들었다. 나중에 펜실베이니아에서 피츠버그의 지역 전신 회사에서 일할 때 카네기는 제임스 앤더슨 대령(1785-1861)의 개인 도서관에서 책을 빌렸다. 그는 매주 토요일 자신의 소장품을 직원들에게 개방했다. 앤더슨은 카네기처럼 앨러게니에 거주했다.
자서전에서 카네기는 앤더슨이 "일하는 소년들" (일부 사람들이 "책을 받을 자격이 없다"고 말했던)에게 스스로를 향상시킬 지식을 얻을 기회를 제공했다고 평가했다.
이민자로서 다른 사람들의 도움을 받아 자수성가하여 부자가 된 카네기 자신의 개인적인 경험은 노력하는 누구든 성공할 수 있다는 능력주의 사회에 대한 그의 믿음을 강화시켰다. 이러한 신념은 그의 일반적인 기부 철학의 주요 요소였다. 그의 도서관은 이러한 자선 목표의 가장 잘 알려진 표현이었다. 1900년, 카네기는 엠포리아 칼리지에 존 바이어스 앤더슨 대령을 기리는 앤더슨 기념 도서관을 짓기 위한 기금을 기부했다.

## 카네기 공식

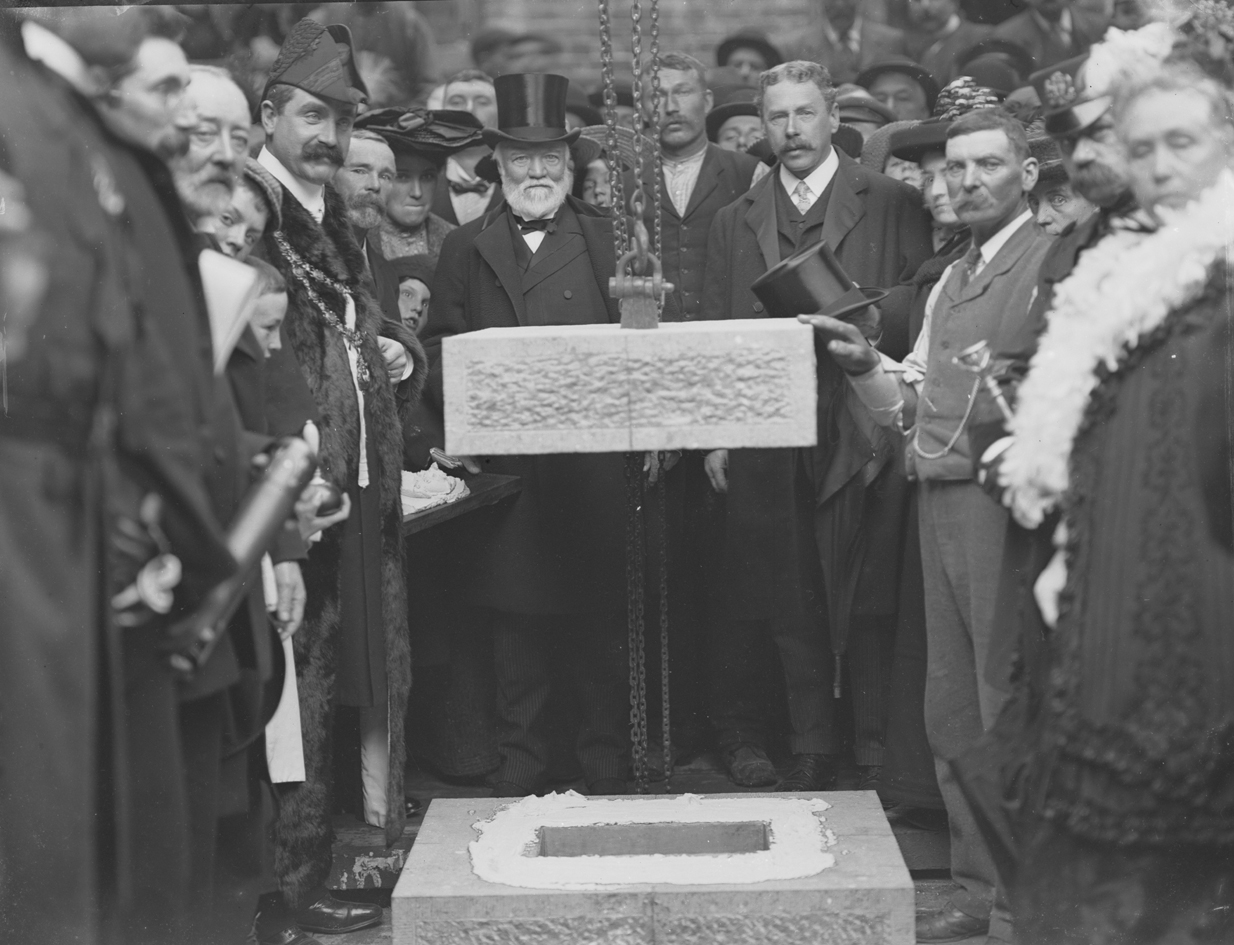
워터퍼드 시립 도서관 정초식을 하는 카네기 (1903년)

거의 모든 카네기 도서관은 기부금을 받은 도시가 유지 보수 및 운영에 대한 재정적 약속을 하도록 요구하는 "카네기 공식"에 따라 지어졌다. 카네기는 기부를 하는 대신 공공 지원을 요구했는데, 그가 쓴 글에 따르면 다음과 같기 때문이다.
기부된 기관은 도당의 먹이가 되기 쉽다. 대중은 그것에 관심을 잃거나, 오히려 전혀 관심을 갖지 않는다. 수혜자가 스스로를 도와야 한다는 규칙이 위반된 것이다. 지역 사회가 스스로를 돕도록 돕는 것이 아니라 모든 것을 지역 사회를 위해 해준 것이다.

카네기는 선출된 공무원, 즉 지방 정부에게 다음을 요구했다.
- 공공 도서관의 필요성을 입증할 것
- 건물 부지를 제공할 것
- 직원을 고용하고 도서관을 유지 보수할 것
- 도서관 운영을 위해 공공 자금을 사용할 것—오직 개인 기부금만 사용하지 말 것
- 도서관 건설 비용의 10%를 매년 운영 지원을 위해 제공할 것
- 모든 사람에게 무료 서비스를 제공할 것

카네기는 결정을 비서인 제임스 버트럼에게 위임했다. 그는 "질문표"를 만들었다. 이 질문표에는 도시의 이름, 지위 및 인구, 도서관이 있는지 여부, 위치 및 공공 또는 사립 여부, 소장 도서 수, 도시 소유 부지 이용 가능 여부 등이 포함되었다. 이 단계에서 지역 사회 인구 추정은 지역 공무원이 담당했으며, 버트럼은 나중에 자신이 받은 인구 수가 정확하다면 "국가 인구가 신비롭게 두 배로 늘어났을 것"이라고 언급했다.
카네기의 도서관 자선 활동의 효과는 미국에서 새로운 도시 개발과 도서관 확장의 절정과 일치했다. 1890년까지 많은 주가 공공 도서관 조직에 적극적인 역할을 하기 시작했으며, 새로운 건물은 엄청난 필요를 채워주었다. 또한 고등 교육 기관의 급속한 발전 시기이기도 했다. 도서관에 대한 관심은 카네기의 높은 인지도와 그의 도서관 중요성에 대한 진정한 믿음으로 인해 초기 발전의 중요한 시기에 더욱 높아졌다.
1901년 캐나다에서 카네기는 125개 도서관 건설을 위해 250만 달러 이상을 제안했다. 대부분의 도시들은 처음에는 거절했지만, 결국 돈을 받았다.
1902년, 카네기는 뉴질랜드 더니딘에 도서관을 짓기 위한 자금을 제안했다. 1908년부터 1916년 사이에 뉴질랜드 전역에 18개의 카네기 도서관이 문을 열었다.

## 디자인
피츠버그 카네기 도서관 로렌스빌 지점은 1800년대 중반에 대중화된 리처드슨식 도서관 양식에서 벗어난 신호탄이었다. 미국 도서관 협회(ALA)는 사다리가 필요한 높은 서가의 벽감형 서가실, 그리고 16세기 유럽을 연상시키는 쉼터 갤러리와 틈새 등 리처드슨식 특징들을 지양했는데, 이는 주로 현대 사서들이 그러한 공간을 효율적으로 감독할 수 없었기 때문이었다.
버트럼의 건축 기준에는 강의실, 성인 및 아동 열람실, 직원실, 중앙에 위치한 사서 데스크, 12~15피트 높이의 천장, 바닥에서 6~7피트 떨어진 큰 창문이 포함되었다. 외관에 대한 건축 양식은 권장되지 않았으며, 건물에 앤드루 카네기의 이름을 넣을 필요도 없었다. 효율성을 위해 벽난로는 권장되지 않았는데, 그 벽 공간을 더 많은 책을 수용하는 데 사용할 수 있었기 때문이었다.
가구에 대한 엄격한 요구사항은 없었지만, 대부분은 멜빌 듀이가 1888년에 설립한 라이브러리 뷰로에서 공급되었다. 이곳에서는 표준화된 의자, 테이블, 카탈로그, 책장을 판매했다.

## 자유 열람 서가

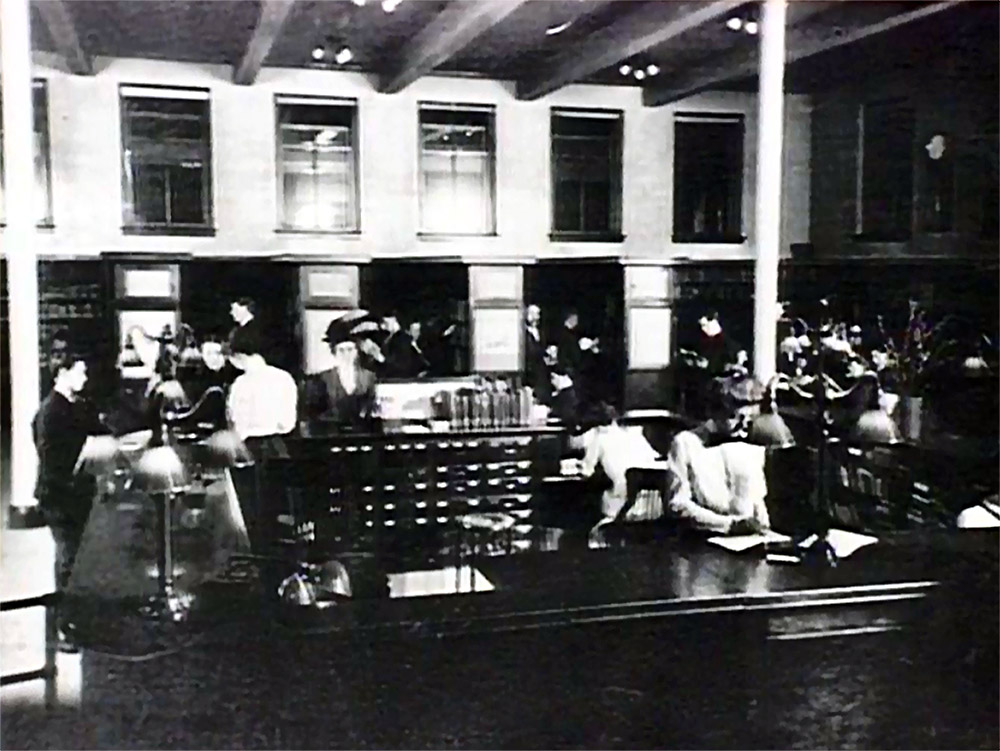
최초의 개방형 서가 도서관 중 하나: 1910년 개관 당시의 피츠버그 남쪽 지점, 거대한 프런트 데스크가 있었다.

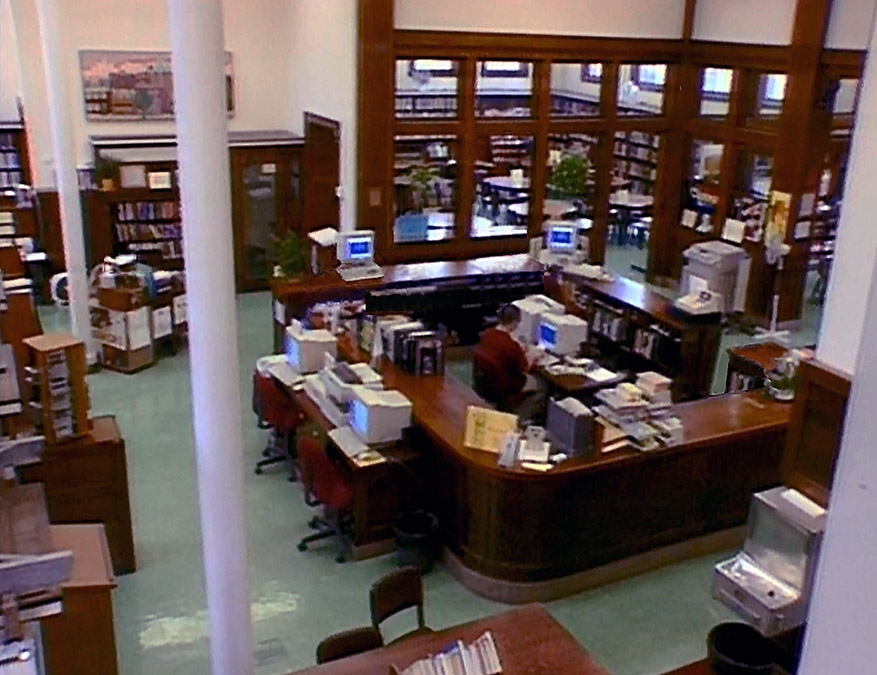
1999년 남쪽 지점의 원래 서비스 데스크. 원래는 위압적인 모습으로 디자인되었으나 2011년에 원래 목재를 사용한 측면 데스크로 교체되었다.

첫 5개의 카네기 도서관은 당시 도서관에 흔했던 운영 방식인 폐가식 서가 정책을 따랐다. 이용자는 도서관 직원에게 책을 요청했고, 직원은 일반인 출입 금지 구역인 폐쇄된 서가에서 책을 찾아 배가 데스크로 가져왔다.
운영 비용을 줄이기 위해 카네기는 본점 이후 개관한 피츠버그 지역 지점부터 혁신적인 개방형 서가 또는 셀프서비스 정책을 도입했다. 이 간소화된 과정을 통해 이용자는 서가에 자유롭게 접근할 수 있게 되었다. 카네기의 건축가들은 피츠버그 지역 지점들이 한 명의 사서가 전체 운영을 감독할 수 있도록 설계했다.
책 및 기타 물품의 도난은 주요 우려 사항이었다. 이러한 우려로 인해 도서관의 대출 데스크(기존의 폐쇄형 서가 도서관에서 사용되던 배가 데스크를 대체)가 정문 바로 안쪽에 배치되었다. 현대 도서관에서 사용되는 것보다 크고 위압적인 이 데스크는 로비 전체 너비에 걸쳐 있었으며, 정문과 서가실 사이의 물리적 및 심리적 장벽 역할을 했다.
이러한 "개방형 서가" 지점 중 첫 번째는 로렌스빌에 있는, 미국에서 여섯 번째로 개관한 카네기 도서관이었다. 다음은 웨스트 엔드 지점으로, 미국에서 여덟 번째 카네기 도서관이었다. 패트리샤 로리는 다음과 같이 묘사한다.
로비 바로 뒤에 위치한 대출 데스크—더 이상 배가 데스크가 아니었다—는 로렌스빌에서 중심 무대가 되었고, 사서의 주의 깊은 감시 아래 한 번에 한 명씩 열람실 서가로 독자들을 들여보내는 회전식 개찰구가 양쪽에 놓였다. 도둑질을 막기 위해 서가는 방사형으로 배열되었다. 로비 양쪽에는 일반 열람실과, 전 세계 어느 도서관에서도 처음으로 어린이들을 위한 방이 있었다.... 열람실은 허리 높이 위가 유리 칸막이로 된 벽으로 분리되어 있었는데—이봐, 더 잘 보이겠군.
신시내티 대학교 건축 역사가이자 교수인 월터 E. 랭샘은 "카네기 도서관은 사람들이 자유롭게 열람할 수 있도록 개방형 서가를 갖추었기 때문에 중요했다... 사람들은 자신이 읽고 싶은 책을 스스로 선택할 수 있었다."고 썼다. 이 개방형 서가 정책은 나중에 폐가식 서가로 운영되던 도서관들도 채택했다.

## 비판
아이오와 도서관 위원회의 초대 비서인 앨리스 S. 테일러는 카네기 기금을 양질의 도서관 서비스를 제공하는 대신 사치스러운 건물에 사용하는 것을 비판했다. 카네기 기금은 도서관 건물 자체만을 충당했으며, 카네기는 도시가 도서관을 소장하고 유지보수한다는 조건으로 도서관 건물을 기증했다. 그 결과, 소규모 지역사회는 카네기 도서관과 관련된 유지보수 비용으로 어려움을 겪는 경우가 많았다. 마을들은 새 도서관 건물에 대한 자금 지원을 기꺼이 받아들였지만, 유지보수를 위한 세금을 할당하는 것을 꺼려하는 경우가 많았다. 사실, 이것은 카네기 도서관에 대한 가장 빈번한 비판이었다. 도서관을 지원하기에는 너무 작은 마을에 도서관을 기증하는 것이 실제로 이들 지역사회가 현재 의존하는 협력적인 지역 도서관의 발전을 늦췄다는 것이다.
일부 비평가들은 또한 그의 대규모 기부가 자체적인 공공 사업에 자금을 지원하는 것에 만족할 지역사회에 대한 모욕으로 보았다. 다른 이들은 그의 공공 도서관 추진을 단순히 사회 통제를 위한 시도로 보았다. 카네기 지지자였던 마크 트웨인은 카네기가 자선을 명성을 사기 위한 도구로 사용했다고 주장했다. 윌리엄 주엣 터커는 카네기의 자선 활동을 종교적 관점에서 비판하며, 그것이 그의 "부도덕한" 부의 축적을 상쇄하지 못하며, 그의 기부가 자본주의 자체에 존재한다고 터커가 주장했던 "악"을 정당화하지 못한다고 주장했다. 카네기 자신의 철강 노동자들도 이러한 감정에 공감하며, 그의 부가 전국 각지의 도서관 건물보다는 자신의 직원들을 위한 근무 환경 개선에 더 잘 쓰여야 한다고 주장했다. 카네기가 이러한 비판과 뒤이은 홈스테드 제강소 파업에 대해 보인 반응은 그의 노동자들의 우려에 대한 그의 생각을 잘 보여준다. "내가 당신들의 임금을 올려줬다면, 당신들은 그 돈을 저녁 식사에 더 좋은 고기를 사거나 더 많은 술을 마시는 데 썼을 것이다. 하지만 당신들에게 필요했던 것은, 당신들이 몰랐겠지만, 나의 도서관과 연주회장이었다."
카네기에 대한 비판은 핀리 피터 던이 카네기 자신을 풍자한 말로 가장 효율적으로 요약할 수 있다. "가난을 없애고 범죄를 박살내는 방법은 나라의 모든 마을에 갈색 돌 건물을 짓는 것이다." 건물 하나가 사회의 모든 병을 고치는 만병통치약이 될 수 있다는 생각은 단순히 지속 가능하지 않다고 그들은 주장했다.
또 다른 문제는 오랫동안 무료 도서관을 통해 학습을 장려해 온 기존 종교 도서관에 미친 영향이었다. 대표적인 예는 로버트 제임스 드러먼드 휘하의 에든버러 연합 장로회 도서관이었는데, 시내에 카네기 도서관이 개관한 후 영향을 받았다.
그의 자선 활동의 관심사와 동기에 대한 비판 외에도, 미국 남부에 도서관을 건설하는 것은 매우 논쟁적인 주제였다. 남부 전역의 주 및 지방 인종 분리법은 아프리카계 미국인의 도서관을 포함한 공공 시설 접근을 막으려 했고, 1902년 애틀랜타에 카네기 도서관 건설에 자금을 지원할 때 제안된 분리된 도서관은 W. E. B. 듀보이스를 포함한 당시의 수많은 활동가들에 의해 반대되었다. 이후 몇 년 동안 미국 도서관 협회가 남부에서 짐크로 법의 체계적인 시행을 계속 무시하자, 카네기 코퍼레이션 역시 당시의 사회 규범에 계속 순응했고, 심지어 보조금을 신청하는 지역 사회에 "도시의 백인 인구만을 기준으로" 예산을 책정하도록 요구하기까지 했다.

## 현재까지의 유산

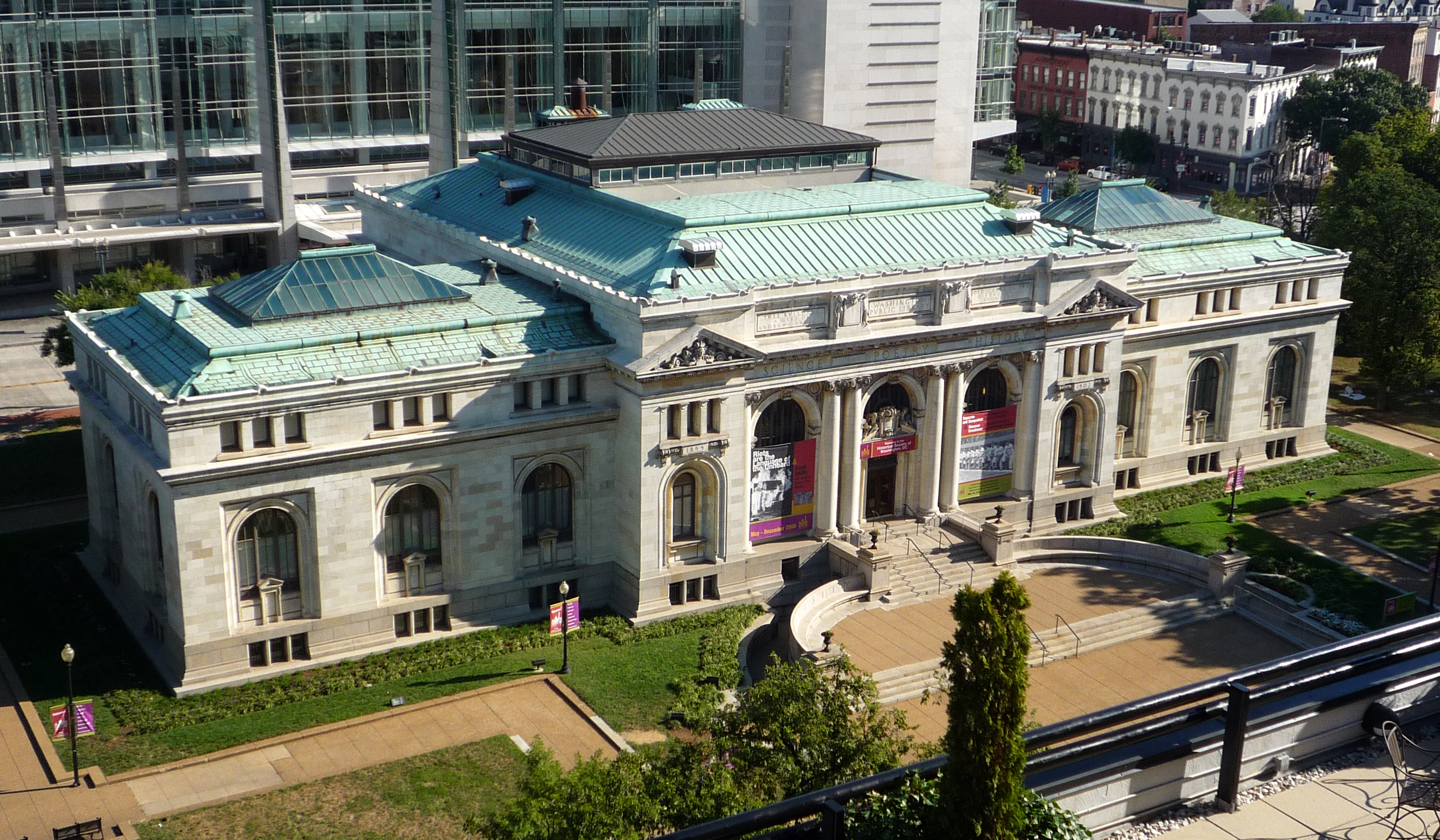
워싱턴 D.C. 역사학회는 옛 카네기 도서관 건물에 위치하고 있으며, 미국 미국 국립사적지에 등재되어 있다.

카네기는 자선 활동을 계속하기 위해 자선 신탁을 설립했다. 그러나 그는 사망 전부터 도서관 투자를 줄였다. 예를 들어 남아프리카 공화국에서는 도서관 프로젝트에 대한 지원이 계속되었다.
1992년, 뉴욕 타임스는 버팔로 뉴욕주립대학교 정보 도서관학과 학장인 조지 보빈스키가 실시한 조사에 따르면, 미국 내 1,681개의 원래 카네기 도서관 건물 중 1,554개가 여전히 존재하며, 911개가 여전히 도서관으로 사용되고 있다고 보도했다. 그는 276개가 변함없이 유지되고, 286개가 확장되었으며, 175개가 리모델링되었고, 243개가 철거되었으며, 나머지는 다른 용도로 전환되었다는 것을 발견했다.
수백 개의 도서관 건물이 박물관, 커뮤니티 센터, 사무실 건물, 주거지 또는 기타 용도로 개조되었지만, 미국 내 도서관 건물 중 절반 이상은 건설된 지 한 세기가 지난 후에도 여전히 지역 사회의 도서관으로 사용되고 있다. 많은 건물은 현재 중하위 소득 지역에 위치해 있다. 예를 들어, 카네기 도서관은 뉴욕의 뉴욕 공립도서관 시스템의 핵심을 여전히 형성하고 있으며, 원래 건물 39개 중 31개가 여전히 운영 중이다. 카네기 도서관은 뉴욕시의 5개 자치구 전체에 걸쳐 3개의 도서관 시스템에서 운영되고 있다. 또한 피츠버그 공공 도서관 시스템의 본관과 18개 지점은 카네기 도서관이다. 그곳의 공공 도서관 시스템은 피츠버그 카네기 도서관으로 명명되었다.
1940년대 후반, 뉴욕 카네기 법인은 앤드루 카네기가 공공 도서관과 교회 오르간을 위해 지역사회에 기증한 것과 관련된 서신 파일을 마이크로필름화했다. 그들은 원본 자료를 폐기했다. 마이크로필름은 컬럼비아 대학교 희귀 도서 및 필사본 도서관에 소장된 뉴욕 카네기 법인 기록 컬렉션의 일부로 연구에 공개되어 있다. 기록 보관자들은 카네기 도서관의 사진과 청사진을 마이크로필름화하지 않았다. 서신 파일 내 문서의 수와 성격은 매우 다양하다. 이러한 문서에는 서신, 완성된 신청서 및 설문지, 신문 스크랩, 삽화, 건물 헌납 프로그램 등이 포함될 수 있다.
개별 도서관과 관련된 영국 서신 파일은 에든버러에 보존되어 있다 (유럽의 카네기 도서관 목록 문서 참조).
대공황 시기인 1930년대부터 일부 도서관은 미국 국립공원관리청의 미국 역사 건축물 조사 (HABS) 프로그램에 따라 세심하게 측정, 문서화 및 촬영되었다. 이는 중요한 건물을 기록하고 보존하려는 노력의 일환이었다. 다른 문서는 지역 역사 학회에서 수집되었다. 카네기 탄생 100주년이 되는 1935년에 프랭크 루이스 모라가 원래 그린 그의 초상화 사본이 그가 자금을 지원한 도서관에 기증되었다. 현재 용도가 무엇이든 미국 내 많은 카네기 도서관은 미국 국립사적지에 등재되어 인정을 받았다. 첫 번째 도서관인 펜실베이니아주 브래독의 카네기 도서관은 2012년 3월 미국 국립역사기념물로 지정되었다.

## 갤러리

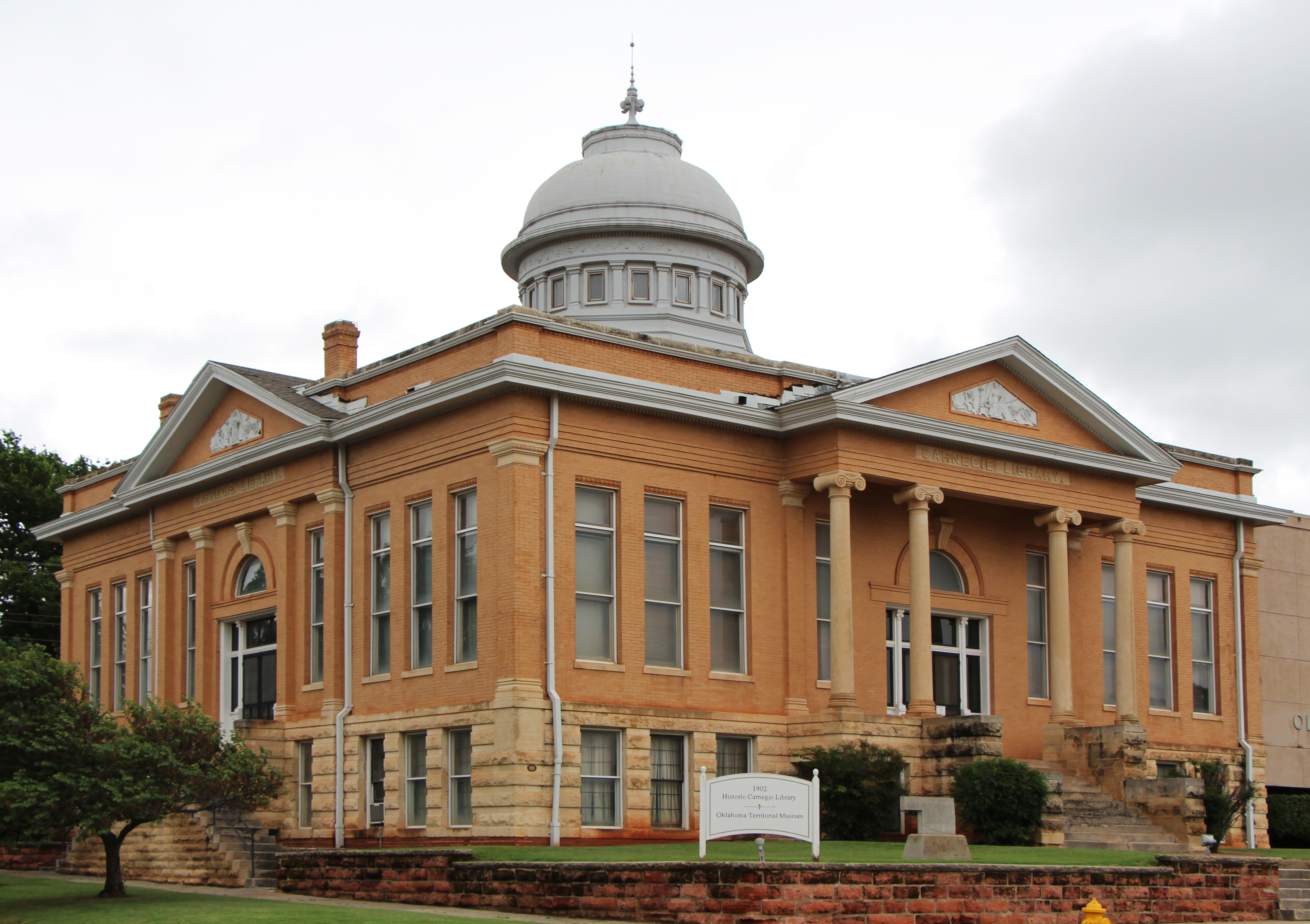
1901년에 지어진 카네기 도서관, 오클라호마주 거스리
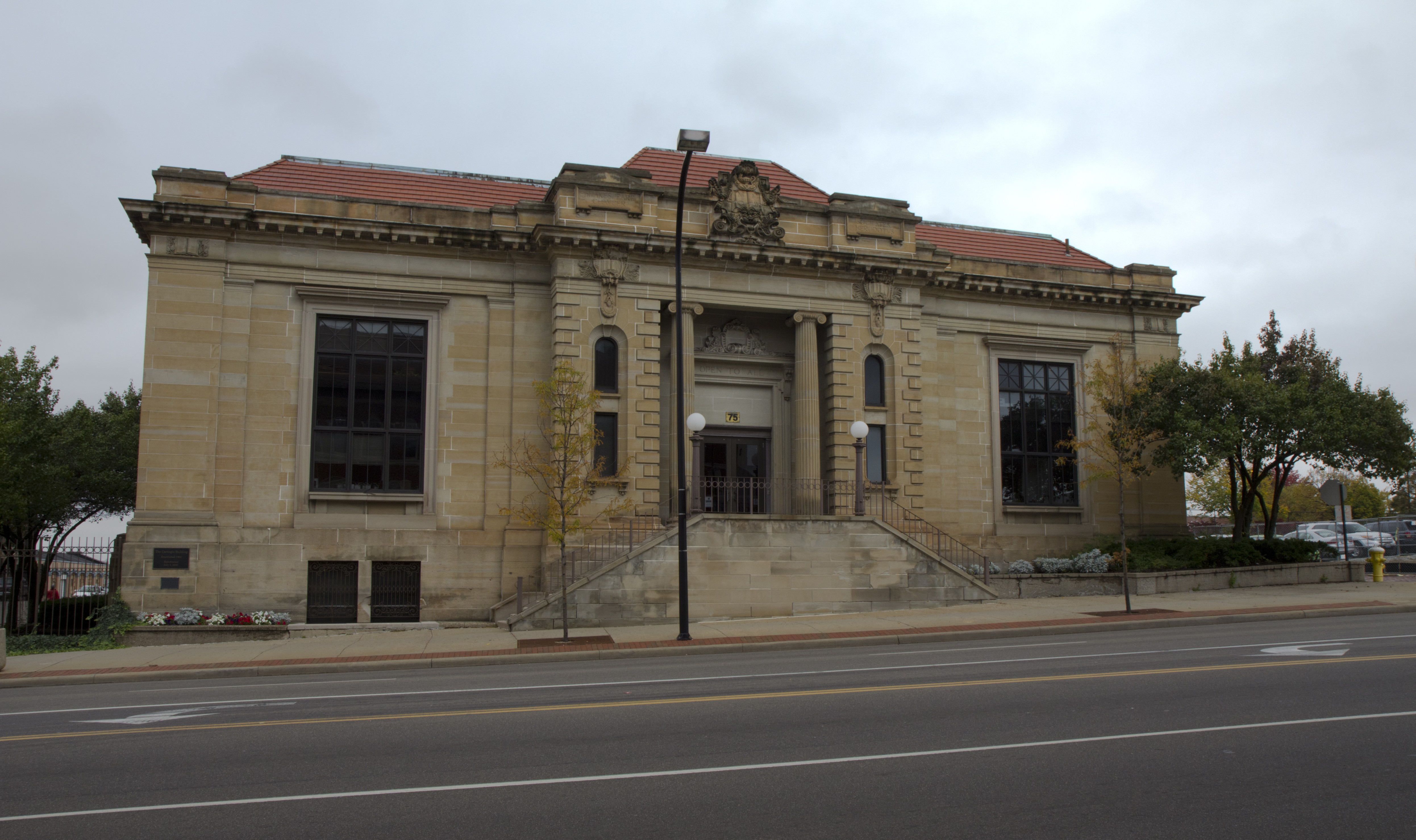
1904년에 지어진 카네기 도서관, 오하이오주 애크런
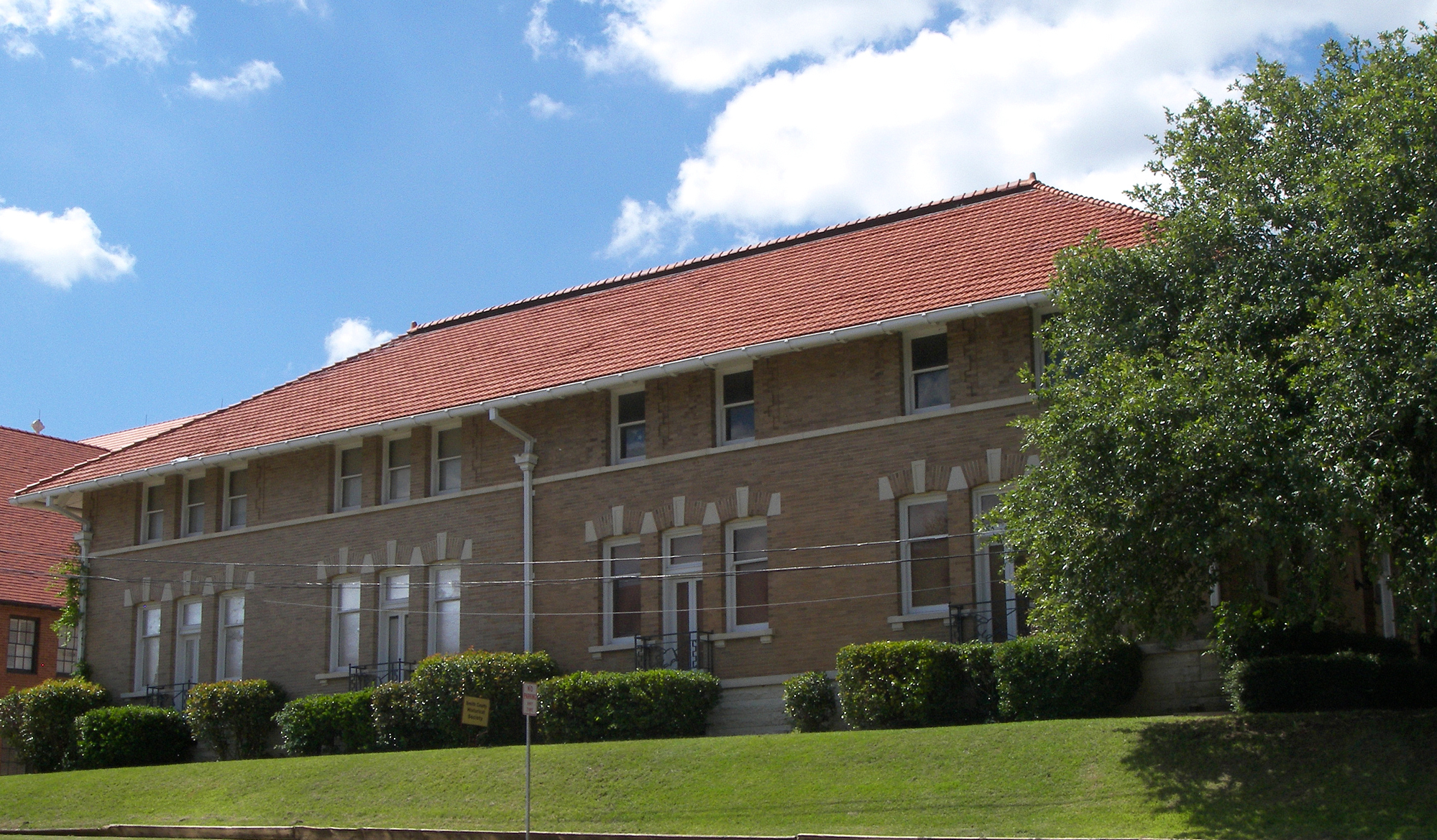
1904년에 지어진 카네기 공공 도서관, 텍사스주 타일러
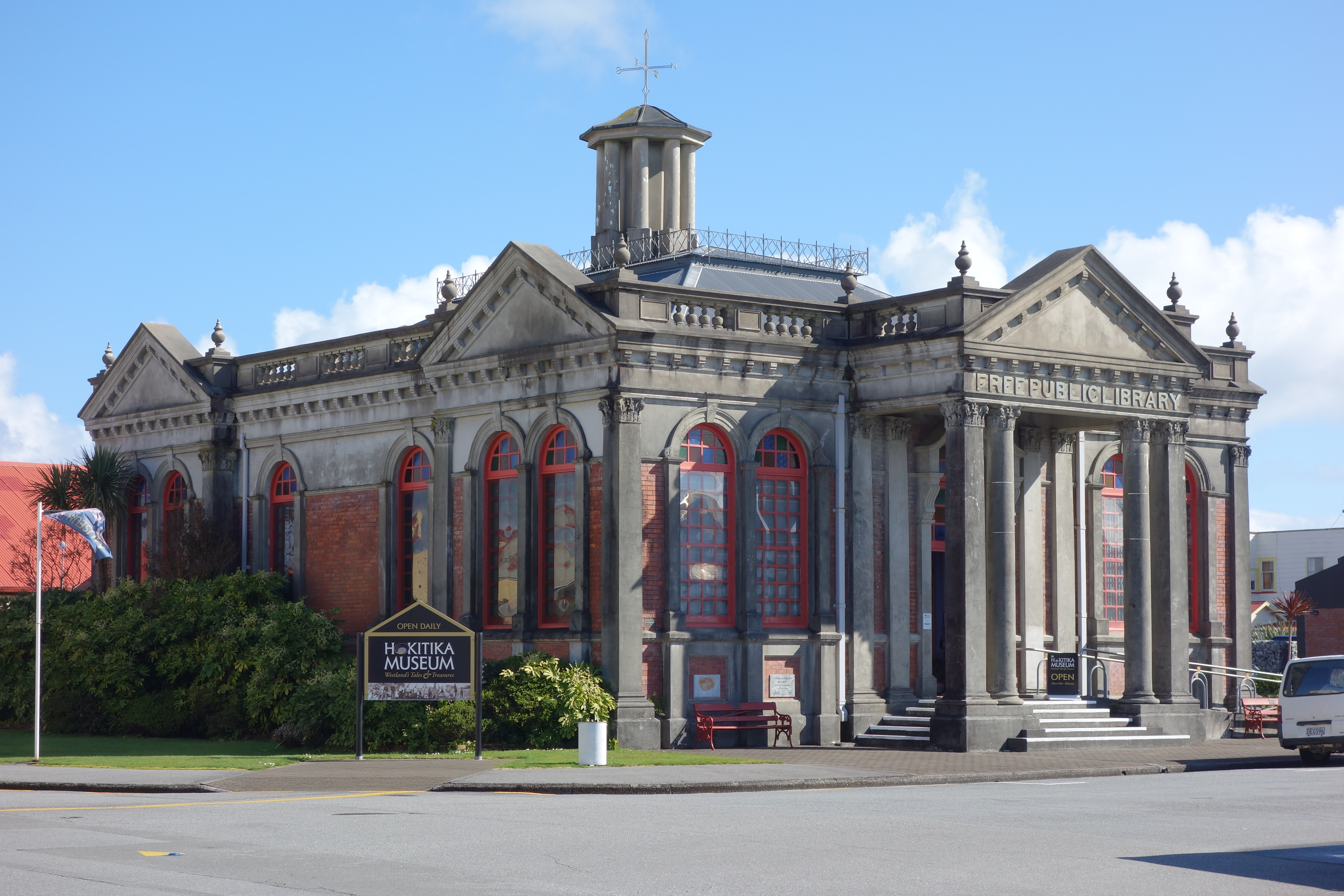
1908년에 지어진 카네기 도서관, 뉴질랜드 호키티카
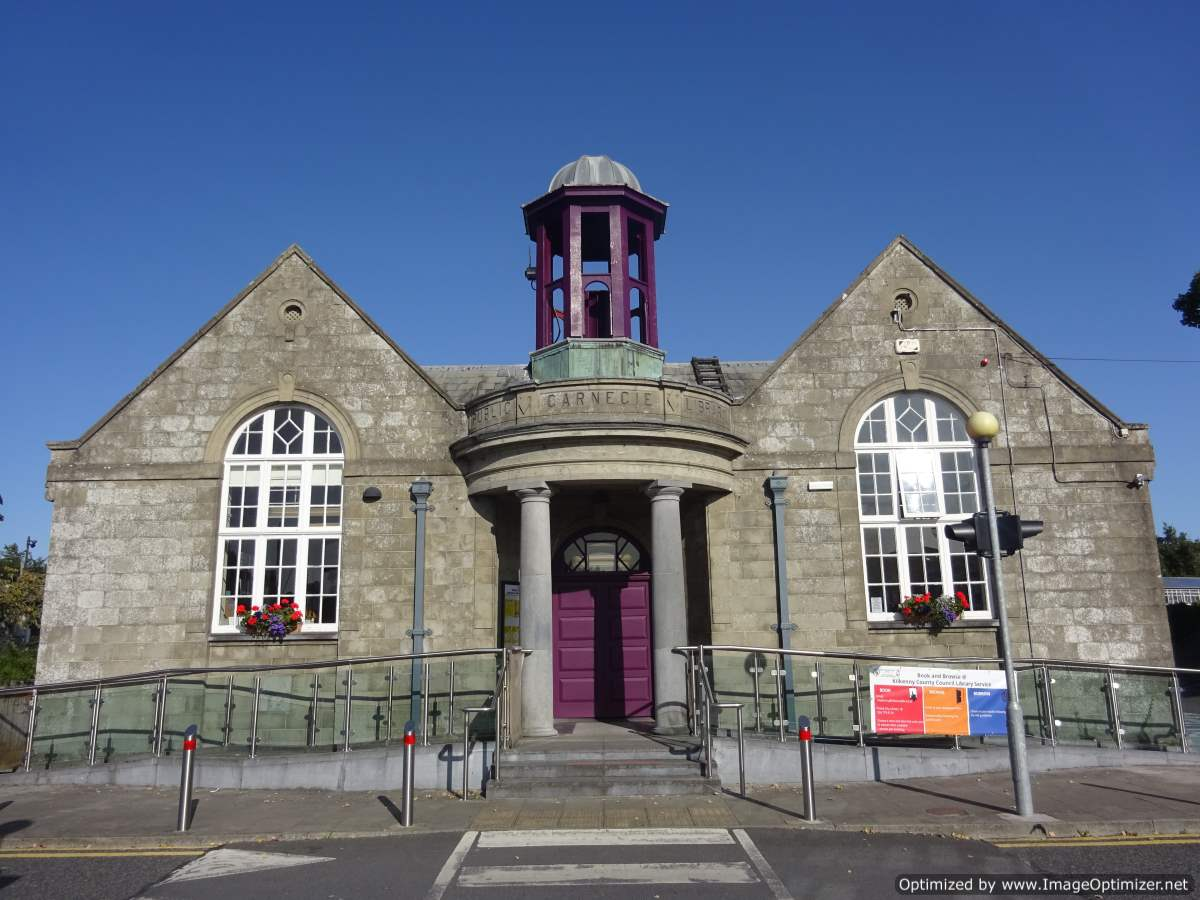
1910년에 지어진 킬케니 카네기 도서관, 킬케니, 아일랜드섬
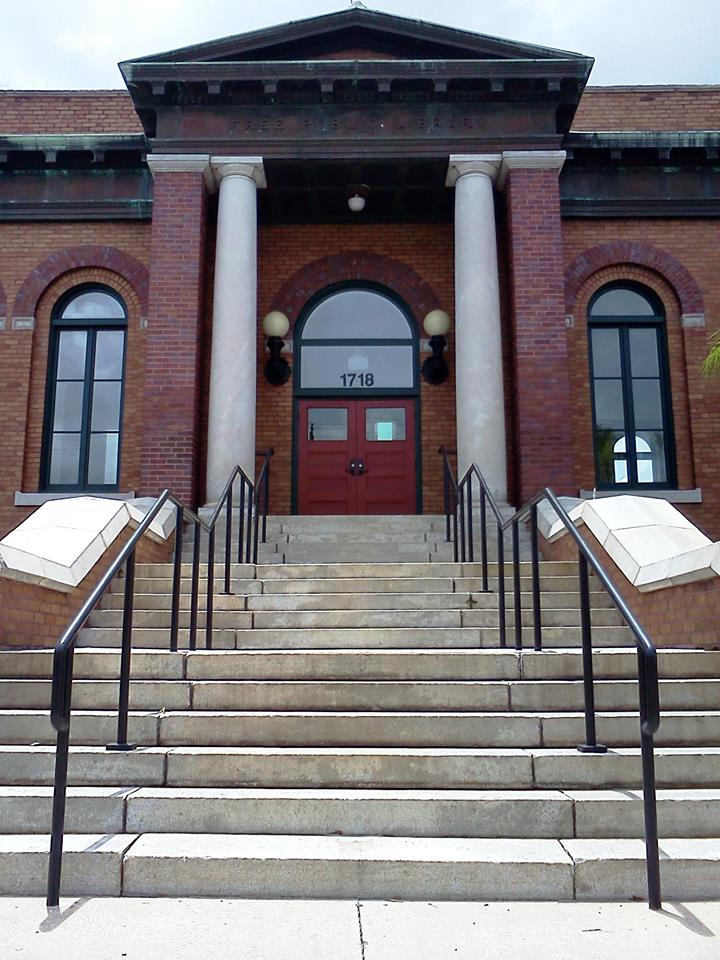
1914년에 지어진 웨스트 탬파 무료 공공 도서관, 플로리다주 탬파
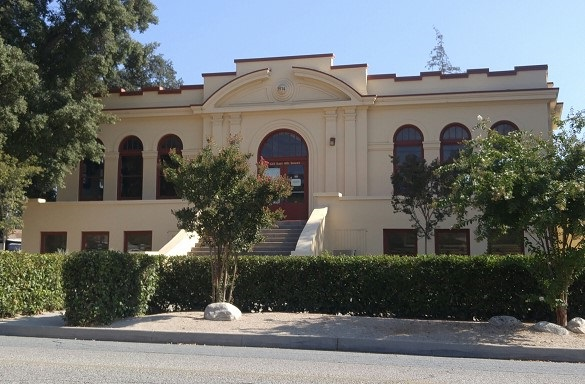
1914년에 지어진 보몬트 도서관, 캘리포니아주 보몬트
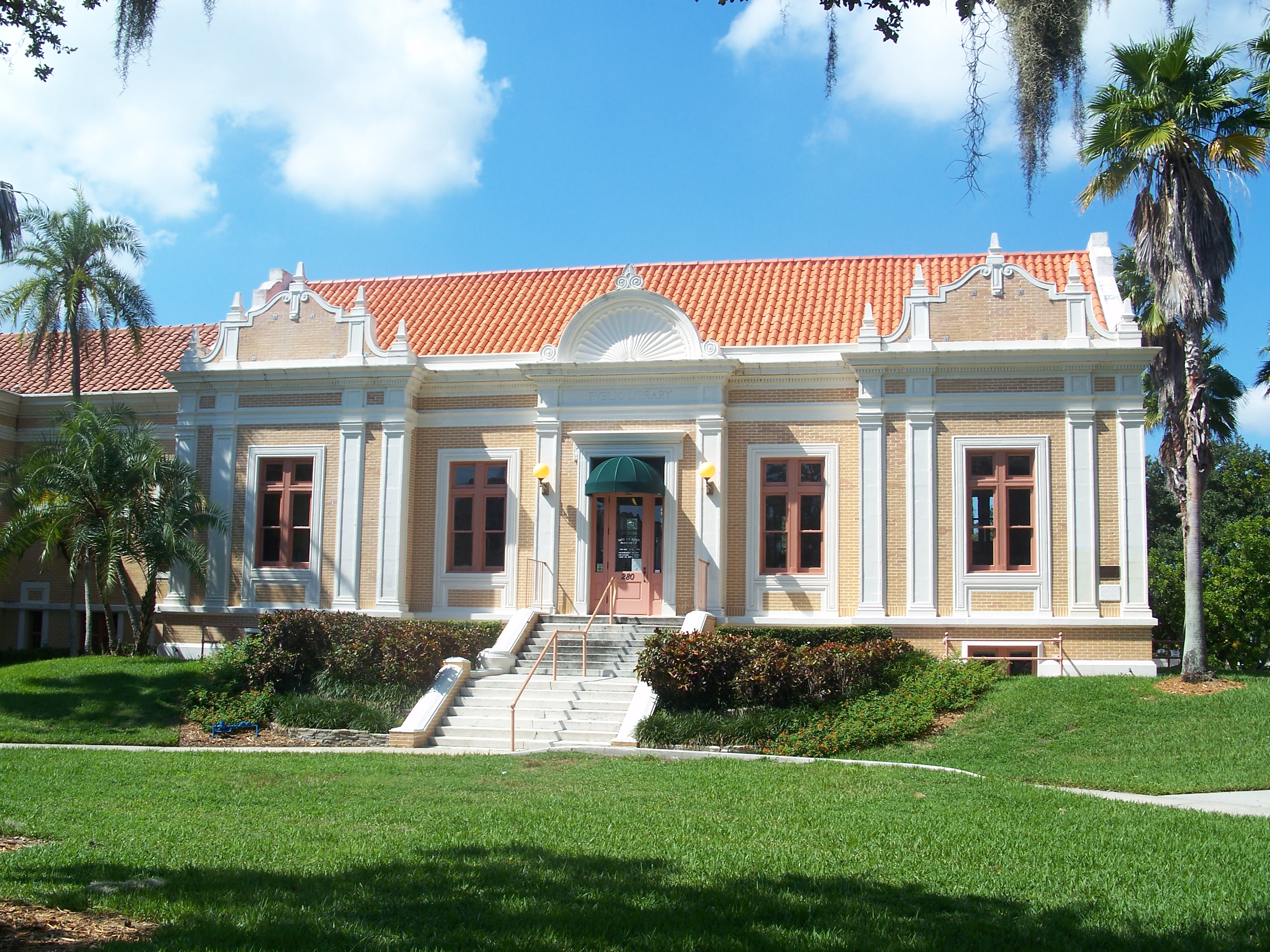
1915년에 지어진 세인트피터즈버그 공공 도서관, 플로리다주 세인트피터즈버그
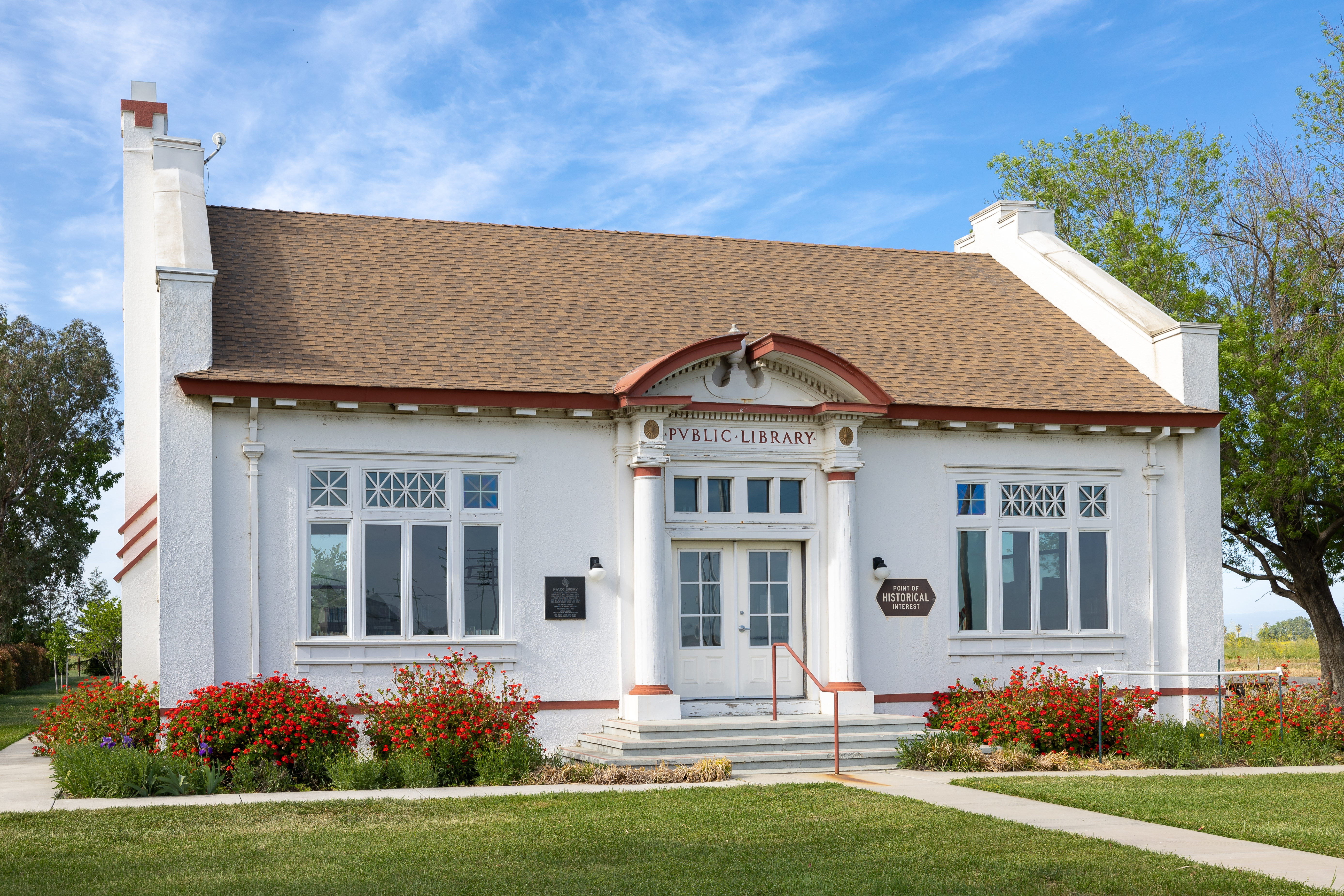
1917년에 지어진 베이리스 도서관, 캘리포니아주 글렌군
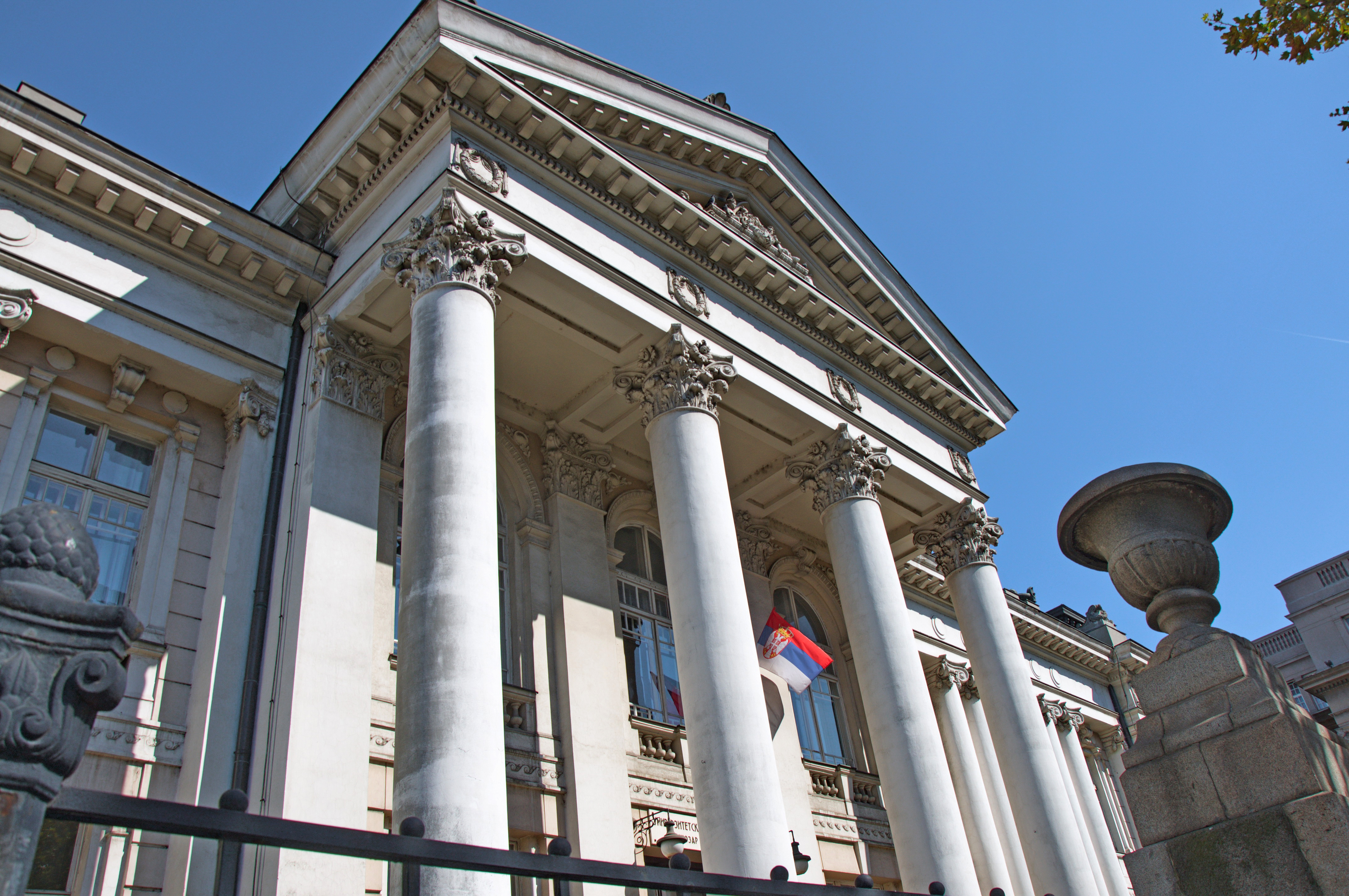
1921년에 지어진 카네기 도서관, 베오그라드, 세르비아

## 카네기 도서관 목록
- 아프리카의 카네기 도서관 목록
- 카리브해의 카네기 도서관 목록
- 오세아니아의 카네기 도서관 목록
- 캐나다의 카네기 도서관 목록
- 유럽의 카네기 도서관 목록
- 미국의 카네기 도서관 목록

## 내용주
1. 1 2 3 4 5 6  Gangewere, Robert J (September 2011). 《Palace of culture: Andrew Carnegie's museums and library in Pittsburgh》. Pittsburgh, Pa: University of Pittsburgh Press. ISBN 9780822943976.
2. ↑  “James Campbell Walker”. 《Dictionary of Scottish Architects》. 2016년 9월 16일에 원본 문서에서 보존된 문서. 2016년 9월 3일에 확인함.
3. 1 2  “Carnegie's Library Legacy”. 2016년 5월 9일에 원본 문서에서 보존된 문서.
4. ↑  “Carnegie Historical Museum – Fairfield Cultural District”. 《fairfieldculturaldistrict.org》. 2014년 4월 6일에 원본 문서에서 보존된 문서. 2014년 4월 3일에 확인함.
5. ↑  Watson, Paula D. (1994). 《Founding Mothers: The Contribution of Women's Organizations to Public Library Development in the United States》. 《Library Quarterly》 64. 236쪽. doi:10.1086/602699. S2CID 142094870.
6. ↑  Teva Scheer, "The "Praxis" Side of the Equation: Club Women and American Public Administration", Administrative Theory & Praxis, Vol. 24, Issue 3, 2002, p. 525
7. ↑  Andrew Carnegie, "The Best Fields for Philanthropy" 보관됨 1월 13, 2003 - 웨이백 머신, The North American Review, Volume 149, Issue 397, December 1889 from the 코넬 대학교 도서관 website
8. ↑  This library has been discussed in Cheryl Knott Malone's essay, "Houston's Colored Carnegie Library, 1907–1922." While still in manuscript, it was awarded the Justin Winsor Prize in 1997. Accessed on-line August 2008 in a revised version 보관됨 9월 9, 2008 - 웨이백 머신
9. ↑  “Library History”. 《Live Oak Public Libraries》. 2014년 8월 19일에 원본 문서에서 보존된 문서. 2022년 3월 12일에 확인함.
10. ↑  “Carnegie Library, Savannah, Georgia” (PDF). 《Live Oak Public Library》. 2015년 3월 20일에 원본 문서 (PDF)에서 보존된 문서. 2022년 3월 12일에 확인함.
11. ↑  Clarence Thomas, My Grandfather's Son: A Memoir, HarperCollins, 2008, pp. 17, 29, 30, Google Books
12. ↑  “Carnegie Libraries – Reading 2”. 2014년 5월 2일에 원본 문서에서 보존된 문서.
13. ↑  Mausolf, Lisa B.; Hengen, Elizabeth Durfee (2007), 《Edward Lippincott Tilton: A Monograph on His Architectural Practice》 (PDF), 2011년 9월 27일에 원본 문서 (PDF)에서 보존된 문서, 2011년 9월 28일에 확인함, Many of these were Carnegie Libraries, public libraries built between 1886 and 1917 with funds provided by Andrew Carnegie or the Carnegie Corporation of New York. In all, Carnegie funding was provided for 1,681 public library buildings in 1,412 U.S. communities, with additional libraries abroad. Increasingly after 1908, Carnegie library commissions tended to be in the hands of a relatively small number of firms that specialized in library design. Tilton benefited from a friendship with James Bertram, who was responsible for reviewing plans for Carnegie-financed library buildings. Although the Carnegie program left the hiring of an architect to local officials, Bertram's personal letters of introduction gave Tilton a distinct advantage. As a result, Tilton won a large number of comparatively modest Carnegie library commissions, primarily in the northeast. Typically, Tilton furnished all plans, working drawings, details and specifications and associated with a local architect, who would supervise construction and receive 5% of Tilton's commission.
14. ↑  《Studying transcultural literary history》. Gunilla Lindberg-Wada. Berlin. 2006. ISBN 978-3-11-092055-0. OCLC 607884927.
15. ↑  Murray, Stuart (2009). 《The Library: An Illustrated History》. New York: Skyhorse Chicago: ALA Editions. 174–91쪽.
16. ↑  Kevane, Michael J; Sundstrom, William A (2016). 《Public Libraries and Political Particippation, 1870–1940》. 《Economics》. 2022년 3월 12일에 확인함.
17. ↑  Murray, Stuart (2009). 《The library : an illustrated history》. New York: Skyhorse Pub. ISBN 978-1-60239-706-4.
18. ↑  Koch, Theodore Wesley (1907) A Portfolio of Carnegie Libraries, preface (work is unpaginated)
19. ↑  "Andrew Carnegie: A Tribute: Colonel James Anderson" 보관됨 2월 11, 2004 - 웨이백 머신, Exhibit, Carnegie Library of Pittsburgh
20. ↑  Murray, Stuart (2009). 《The Library: An Illustrated History》. New York: Skyhorse Pub. ISBN 978-0838909911. OCLC 277203534.
21. ↑  Gardiner, Allen. “Anderson Memorial Library”. 《The Carnegie Legacy in Kansas》. 2012년 8월 5일에 원본 문서에서 보존된 문서.
22. ↑  “An inside look at Anderson Memorial Library”. Emporia Gazette. 2017년 7월 31일. 2020년 12월 21일에 원본 문서에서 보존된 문서.
23. ↑  Carnegie, Andrew (December 1889). 《The Best Fields for Philanthropy》. 《North American Review》 149. 688–691쪽.
24. ↑  Gigler, Rich (1983년 7월 17일). “Thanks, but no thanks”. 《The Pittsburgh Press》. 12면. 2015년 5월 26일에 확인함.
25. ↑  Kevane, Michael; Sundstrom, William A. (2014년 4월 30일). 《The Development of Public Libraries in the United States, 1870–1930: A Quantitative Assessment》. 《Information & Culture: A Journal of History》 49. 117–144쪽. doi:10.1353/lac.2014.0009. ISSN 2166-3033. 2017년 2월 2일에 원본 문서에서 보존된 문서.
26. ↑  Bobinski, p. 191.
27. ↑  Susan Goldenberg, "Dubious Donations," Beaver (2008) 88#2
28. ↑  “Carnegie free libraries”. 《New Zealand History》. 2022년 3월 12일에 확인함.
29. ↑  Al Andry, "New Life for Historic Libraries" 보관됨 9월 30, 2007 - 웨이백 머신, The Cincinnati Post, October 11, 1999
30. ↑  Stuart Shana L. (2013). "My Duty and My Pleasure": Alice S. Tyler's Reluctant Oversight of Carnegie Library Philanthropy in Iowa. Information & Culture, 48(1), 91–111, p. 93.
31. ↑  Murray, S. (2009). The library: An illustrated history. Skyhorse Publishing, p. 184.
32. ↑  Mickelson, P. (1975). 《American society and the public library in the thought of Andrew Carnegie》. 《Journal of Library History》 10. 117–138 [p. 123]쪽. JSTOR 25540622.
33. ↑  Murray, 2009, p. 186.
34. ↑  Mickelson 1975, 133쪽.
35. ↑  Murray, 2009, p. 185.
36. ↑  Mickelson 1975, 131쪽.
37. 1 2  Mickelson 1975, 128쪽.
38. 1 2  Stamberg, Susan (2013년 8월 1일). “How Andrew Carnegie turned his fortune into a library legacy”. 《NPR》. 2022년 3월 12일에 확인함.
39. ↑  Mickelson 1975, 129쪽.
40. ↑  The History of the Lothian Road United Free Church (Turnbull & Spears) p.69
41. ↑  “Segregated Libraries”. 《Digital Public Library of America》 (영어). 2022년 3월 25일에 확인함.
42. ↑  Wiegand, Wayne A. (2017년 3월 1일). 《"Any Ideas?": The American Library Association and the Desegregation of Public Libraries in the American South》. 《Libraries: Culture, History, and Society》 1. 1–22쪽. doi:10.5325/libraries.1.1.0001. ISSN 2473-0343.
43. ↑  The Carnegie Corporation and South Africa: Non-European Library Services 보관됨 8월 28, 2008 - 웨이백 머신 Libraries & Culture, Volume 34, No. 1 보관됨 6월 12, 2010 - 웨이백 머신 (Winter 1999), from the 텍사스 대학교 오스틴
44. ↑  Strum, Charles (1992년 3월 2일), “Belleville Journal; Restoring Heritage and Raising Hopes for Future”, 《The New York Times》, 2013년 11월 14일에 원본 문서에서 보존된 문서, 2011년 9월 29일에 확인함, Dr. George Bobinksi, dean of the School of Information and Library Studies at the State University at Buffalo, says 1,681 libraries were built with Carnegie money, mostly between 1898 and 1917.In a survey, he found that at least 1,554 of the buildings still exist, with only 911 of these still in use as public libraries. At least 276 of the survivors are unchanged, while 243 have been demolished, 286 have been expanded and 175 have been remodeled. Others have been turned into condominiums, community centers or shops.
45. ↑  “Carnegie libraries by state” (PDF). American Volksporting Association. 1996. 2012년 4월 14일에 원본 문서 (PDF)에서 보존된 문서. 2011년 10월 3일에 확인함.
46. ↑  “Carnegie Library of Pittsburgh”. 《Carnegie Library of Pittsburgh》. 2018년 1월 2일에 원본 문서에서 보존된 문서. 2018년 4월 29일에 확인함.
47. ↑  “Rare Book & Manuscript Library”. 2009년 1월 14일에 원본 문서에서 보존된 문서.
48. ↑  Historic American Buildings Survey/Historic American Engineering Record (HABS/HAER) 보관됨 5월 16, 2008 - 웨이백 머신, Permanent Collection, American Memory from the Library of Congress
49. ↑  “Belmar Public Library”. 《Wall, New Jersey》. American towns. 2011년 10월 3일에 확인함.

## 추가 문헌
- Anderson, Florence (1963). Carnegie Corporation Library Program, 1911–1961... (Carnegie Corporation of New York)
- Black, A., & Prizeman, O. (2021). "A Reassessment of the Design of Carnegie Public Library Buildings with a View to Their Future Use: The Case of Evanston Public Library, Illinois" (1908). IFLA Journal 47, no. 4: 444–452.
- Bobinski, George S. (1968). "Carnegie Libraries: Their History and Impact on American Public Library Development." ALA Bulletin 62, no. 11 (December 1968): 1361–1367. in JSTOR
- Ditzion, Sidney. (1947). Arsenals of a Democratic Culture: A Social History of the American Public Library Movement in New England and the Middle States from 1850 to 1900 (American Library Association).
- Fultz, Michael (2006). "Black Public Libraries in the South in the Era of de jure Segregation" Libraries & the Cultural Record 41, no. 3: 337–359.
- Garrison, Dee (1979). Apostles of Culture: The Public Librarian and American Society, 1876–1920 (New York: Free Press).
- Grimes, Brendan. (1998). Irish Carnegie Libraries: A Catalogue and Architectural History. (Irish Academic Press). ISBN 0-7165-2618-2
- Harris, Michael (1974). "The Purpose of the American Public Library, A Revisionist Interpretation of History" Library Journal 98: 2509–2514.
- Jones, Theodore (1997). Carnegie Libraries Across America: A Public Legacy, John Wiley & Sons. ISBN 0-471-14422-3
- Kevane, M.J. and W.A. Sundstrom, Public Libraries and Political Participation, 1870–1940 Santa Clara University Scholar Commons (2016); uses advanced statistics to find a new library had no effect on voter turnout
- Kevane, Michael, & Sundstrom, William A. (2014). "The Development of Public Libraries in the United States, 1870–1930: A Quantitative Assessment" Information and Culture, 49, no. 2, 117–144.
- Lorenzen, Michael (1999). "Deconstructing the Carnegie Libraries: The Sociological Reasons Behind Carnegie's Millions to Public Libraries", Illinois Libraries. 81, no. 2: 75–78.
- Martin, Robert Sidney. (1993) Carnegie Denied: Communities rejecting Carnegie Library Construction Grants, 1898–1925 (Greenwood Press)
- Miner, Curtis (1990) "The 'Deserted Parthenon': Class, Culture and the Carnegie Library of Homestead, 1898–1937." Pennsylvania History 52, no. 2 (April 1990): 107–135. in JSTOR
- Nasaw, David (2006). Andrew Carnegie. New York: Penguin Press.
- Pollak, Oliver B. (2005). A State of Readers, Nebraska's Carnegie Libraries, (Lincoln: J. & L. Lee Publishers).
- Prizeman, Oriel (2013). Philanthropy and Light: Carnegie Libraries and the Advent of Transatlantic Standards for Public Space (Ashgate).
- Swetman, Susan H. (1991). "Pro-Carnegie library arguments and contemporary Concerns in the Intermountain West." Journal of the West 30, no. 3, 63–68.
- Van Slyke, Abigail A. (1995). Free to All: Carnegie Libraries & American Culture, 1890–1920. (University of Chicago Press)
- Watson, Paula D. (1996). "Carnegie Ladies, Lady Carnegies : Women and the Building of Libraries." Libraries & Culture 31, no. 1 (Winter 1996): 159–196.
- Watson, Paula D. (1994). "Founding Mothers: The Contribution of Women's Organizations to Public Library Development in the United States" Library Quarterly 64, no. 3 (July 1994): 233–270.
- Wiegand, Wayne A. (2011). Main Street Public Library: Community Places and Reading Spaces in the Rural Heartland, 1876–1956 (University of Iowa Press).